# Corso Carducci
Le Corso Carducci est une rue du centre historique de Grosseto, en Toscane.

## Description

### La rue
Situé dans la zone piétonne, la voie s'étend directement en direction Sud-Nord, coïncidant avec un tronçon de l'ancienne route de la Via Aurelia, qui traverse le centre de la ville. Elle est la principale rue commerçante.
Le parcours commence à partir de la partie nord de la Piazza Dante, précisément parallèle à la partie gauche du Palazzo comunale, et se termine à la Porta Nuova.

### Les palais
Le cours est bordé d'édifices, églises et palais historiques, dont un grand nombre des styles Art nouveau et néo-Renaissance.
Liste des principaux édifices du sud au nord :
Côté est
- Palazzo comunale
- Palais épiscopal
- Palazzo del Genio Civile
- Palazzo Tognetti
- Palazzo Cappelli (it)
- Église San Pietro
- Palazzo Pallini (it)

Côté ouest
- Ancien palais de la Banque d'Italie (it)
- Palazzo Berti (it)
- Palazzo Ferraris
- Palazzo Nebbiai
- Palazzo Giappone